# Plaza de los Cubos
La plaza de los Cubos, cuyo nombre real es Juan Jose Hernandez Plaza de Emilio Jiménez Millás, es un espacio abierto en forma de plaza que se encuentra adyacente a la calle de la Princesa (Madrid). Su ubicación cercana a la plaza de España y la elevada densidad de restaurantes, cines y locales de ocio la hace muy concurrida. Así como uno de los lugares punto de encuentro de la ciudad. La denominación popular del espacio proviene de un monumento abstracto que ocupa su centro en forma de cubos, obra del escultor Gustavo Torner de la Fuente de 1972.

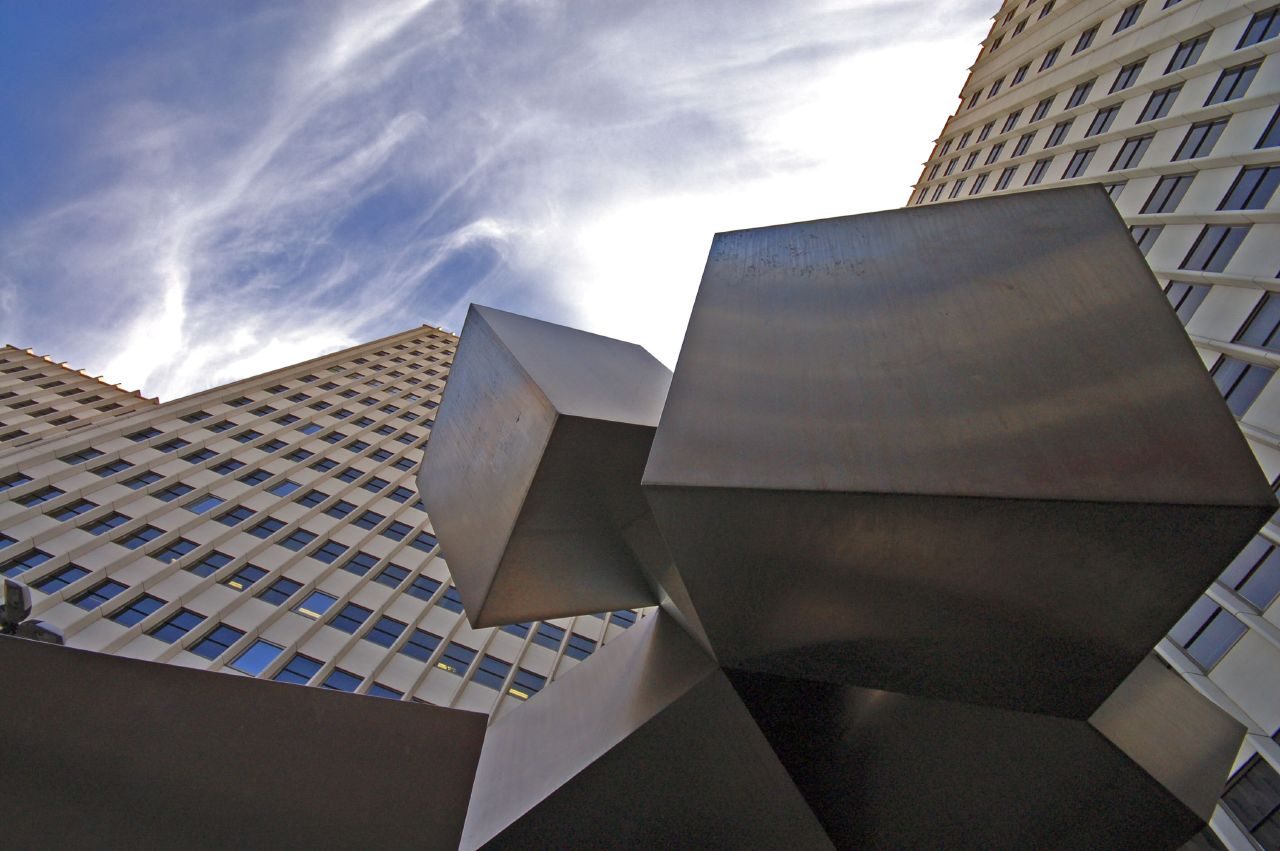
Perspectiva de los cubos